# Phoma
Phoma — рід патогенних грибів родини Didymellaceae. Назва вперше опублікована 1880 року.

## Будова
Спори безбарвні і одноклітинні. Пікніди чорні і втиснуті в тканинах хазяїна. 

## Класифікація
Фома довільно обмежена тими видами, у яких спори менше 15 мкм, оскільки більші спорові форми були поміщені в рід Macrophoma. До найважливіших видів належать Phoma beta, яка є причиною серцевої гнилі буряків, Phoma batata, що спричиняє суху гниль солодкої картоплі, та Phoma solani. 
Визначено та визнано близько 140 таксонів Phoma  які можна розділити на дві великі групи: багатобарвні гриби, як правило, сапробні або паразитуючі, переважно з помірних регіонів Євразії, але іноді їх можна зустріти і в інших частинах світу (включаючи райони з прохолодним або теплим кліматом); та специфічні збудники культурних рослин.  Однак за іншими підрахунками кількість таксонів наближається до 3000, що робить його одним з найбільших родів грибів. 

## Гелерея

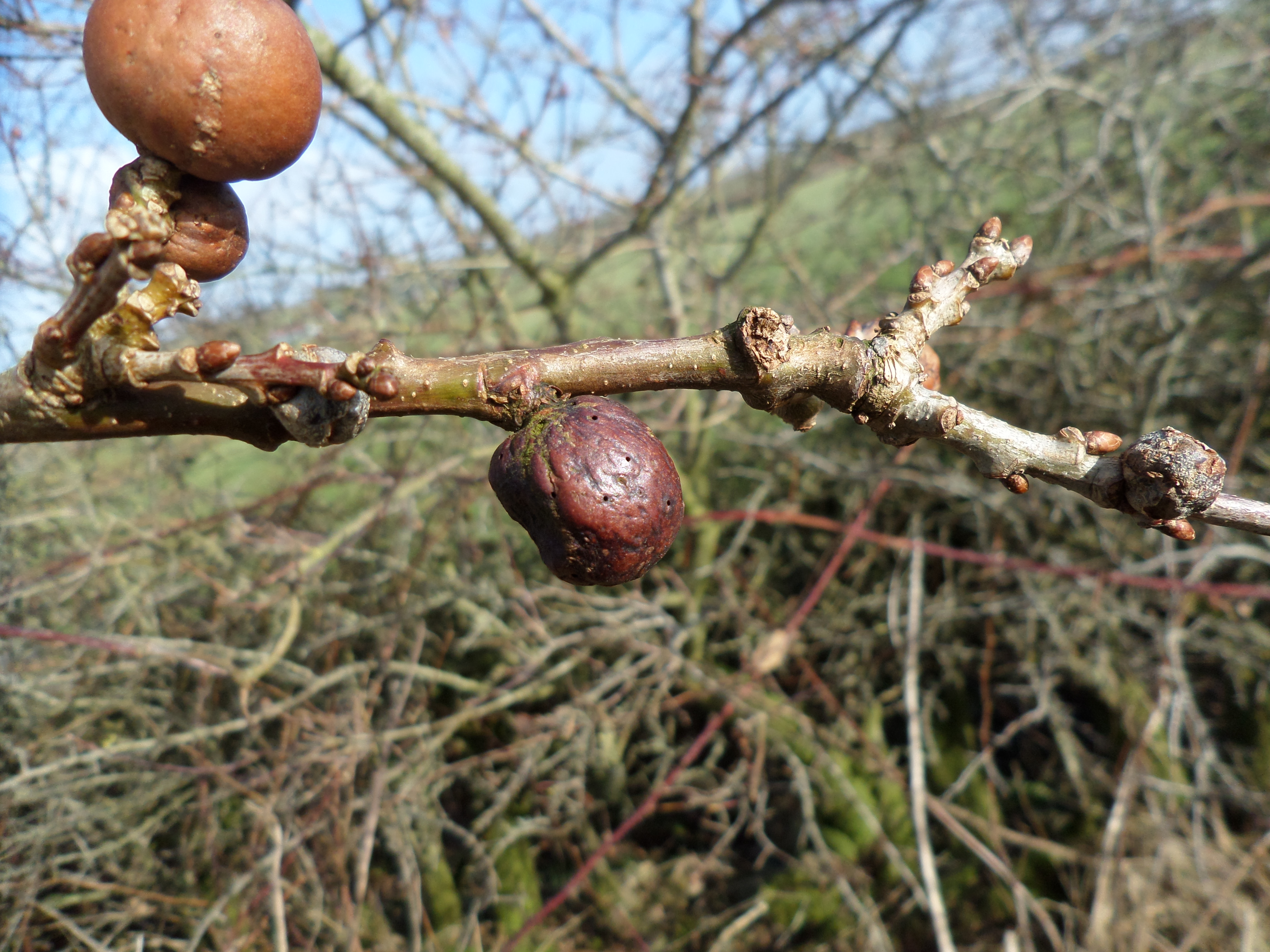
Phoma gallorum
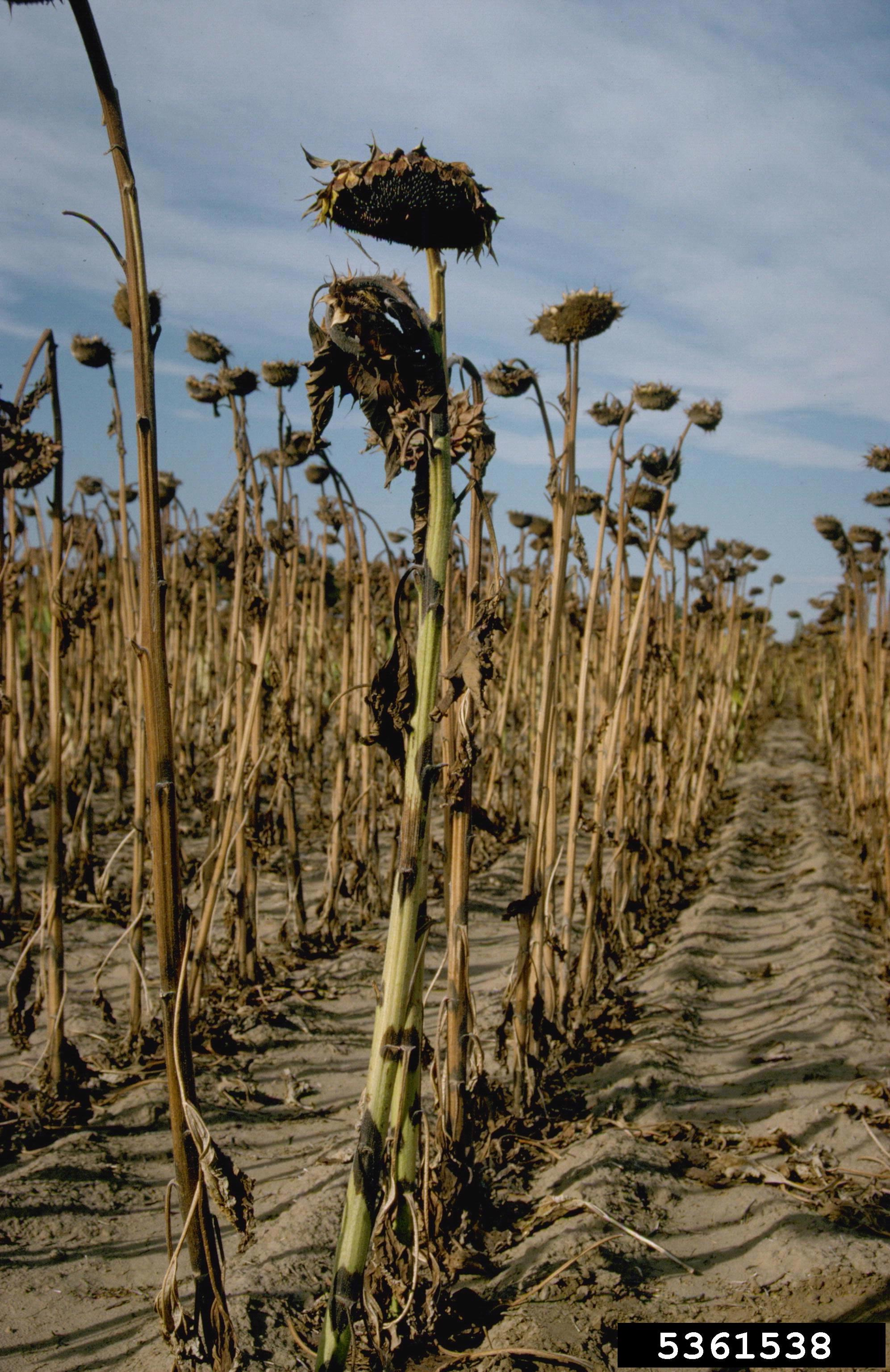
Phoma macdonaldii